# Sondermunitionslager Landsberg-Leeder

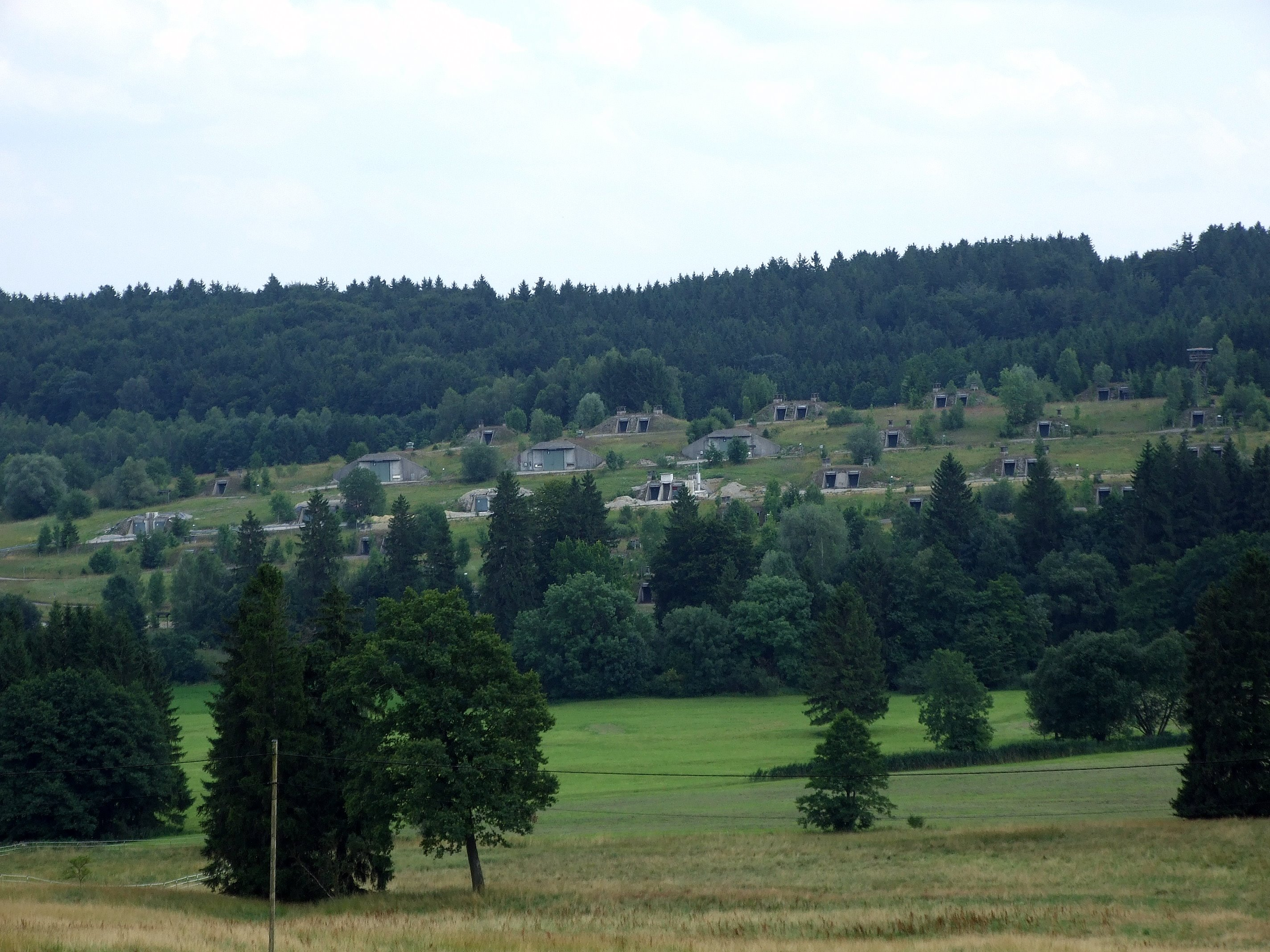
Bunkereingänge des ehemaligen Sondermunitionslagers vor Installation der Solaranlagen

Das Sondermunitionslager Landsberg-Leeder (Standortmunitionsniederlage 653/1) beim Dorf Engratshofen in der heutigen Gemeinde Fuchstal war ein rund 19 Hektar umfassendes Sondermunitionslager, in dem Waffen und Munition für das Gebirgsartillerieregiment 8 und das Panzerbataillon 224 der 1. Gebirgsdivision der Bundeswehr sowie Atomwaffen der US-Streitkräfte untergebracht wurden. In einem abgetrennten und separat eingezäunten Bereich wurden unter Regie der US Army Atomgeschosse und Sprengköpfe für die Kurzstreckenrakete Honest John gelagert. Verantwortlich für diesen Bereich war 24th USAFAD (US Army Field Artillery Detachment), eine Unterabteilung der 512th USAAG (US Army Artillery Group).
Das Lager und seine Bunkeranlagen wurden von 1971 bis 1972 erbaut. Seit den 1980er Jahren wurden die Bunkeranlagen nicht mehr zur Atomwaffenlagerung genutzt, 1998 endete die militärische Nutzung. 2003 wurde das Gelände verkauft. Nach längerer Diskussion und kontroversen Debatten wurde im Februar 2007 der eigens dafür gegründeten Gesellschaft Energiespeicher Fuchstal, in deren Besitz das Gelände unter dem Namen Sondergebiet erneuerbare Energien Am Huttenbügel seit einiger Zeit ist, die Genehmigung zur Biogasgewinnung durch Trockenvergasung erteilt. Aufgrund technischer Probleme wurde dieser Plan jedoch vorerst aufgegeben. Der aufzustellende Bebauungsplan stellte die Gemeinde vor das Problem, dass die Details der Bebauung aus strategischen Gründen geheim gehalten wurden und die auf dem Gelände vorhandenen Bauten seinerzeit ohne baurechtliche Genehmigung erstellt wurden und die Bunker und Wachtürme nachträglich zu genehmigen sind.
Die geplante Biogasanlage sollte im Endausbau rund 1,6 Megawatt elektrische Leistung erzeugen.
Derzeit wird das Gelände für eine Solaranlage genutzt, die bereits in Betrieb ist, aber kontinuierlich weiter ausgebaut wird. Auf dem nach wie vor dicht umzäunten und nicht zugänglichen Gelände wurde ein Gebäude als Wohnhaus ausgebaut, welches von einem Hausmeister bewohnt wird.